# Manihot zehntneri
Manihot zehntneri là một loài thực vật có hoa trong họ Đại kích. Loài này được Ule mô tả khoa học đầu tiên năm 1914.